# 劉紆
劉紆（？—29年）。豫州梁郡睢陽县人，新朝末年东汉初期政治人物。父亲是更始帝劉玄政权的梁王劉永。叔父劉防、劉少公。前漢梁孝王劉武第9世孫。

## 生平
父劉永在更始政权灭亡後的建武元年（25年）冬自称天子，将中国東部地域收归手中。光武帝劉秀将他打败，建武三年（27年）春，劉永的湖陵城（山陽郡）被攻陷，逃走时，劉永部将慶吾殺劉永，将劉永首級献给光武帝。
劉紆被劉永属下蘇茂、周建在垂惠聚（沛郡山桑县）擁立他为劉永的後継者，称梁王。当時劉永属下齐王張步想擁立劉紆和劉永一样为天子。但是，張步幕僚王閎说因为劉永尊奉更始帝，故山東官民服从于他，如果拥立他的儿子为天子，将招来衆人之疑，張步便放弃了这个动作。本来劉永已自称天子，劉紆作为後繼当然也是天子，但王閎判断劉紆比劉永更缺少人望，且经验不足，劉紆不敢贸然称帝。
建武四年（28年）秋（《後漢書》光武帝紀作建武五年（29年）2月），光武帝派捕虜将軍馬武、騎都尉王霸包围垂惠聚。劉紆派蘇茂、周建迎撃，蘇茂、周建大敗，垂惠聚落入汉军之手。劉紆逃到佼彊守卫的西防（山陽郡）。但佼彊也被漢軍驃騎大将軍杜茂打敗，劉紆依靠守卫下邳（臨淮郡）的董憲，逃到蘭陵（東海郡）。董憲乘龐萌反光武帝之际，联合他攻打桃城（東平郡），大司馬吴漢率漢軍将他们击敗。
之後，劉紆属下諸将，在吴漢率漢軍猛攻下接连敗退。建武五年（29年）8月，劉紆的郯城（東海郡）失陷，劉紆逃跑的路上，被部下兵士高扈殺死。光武帝平定梁地。